# Greater Accra
5°39′15.3″N 0°9′18.65″V / 5.654250°N 0.1551806°V
Greater Accra er en region i der ligger i den sydlige del af Ghana ud til Guineabugten i Atlanterhavet. Hovedstaden Accra er også administrationsby for regionen, hvis  befolkning blev beregnet til 3,9 millioner mennesker i  2007. 
Greater Accra grænser mod nord til regionen Eastern, mod øst til  Volta, mod syd til til Guineabugten og  mod vest til Central. Den er den arealmæssigt  mindste region i Ghana, og er inddelt i 10 distrikter.

## Eksterne kilder og henvisninger
1. ↑  Ghana Statistical Service; Ghana in Figures 2008 (pdf-fil) Arkiveret 29. december 2009 hos  Wayback Machine Læst 22 november 2009.